# José Champalimaud de Nussane
Paul Joseph Champalimaud, Senhor de Nussane, conhecido como José Champalimaud de Nussane (Limoges, 9 de Janeiro de 1733 — Valença do Minho, São Miguel de Fontoura, Quinta de São José do Bárrio, 21 de Janeiro de 1799), foi um militar português de origem francesa.

## Biografia
Francês, foi Oficial Engenheiro, Capitão de Infantaria promovido em 1777 a Sargento-Mor com o mesmo exercício.
Entre os mapas e cartas relativas a Portugal, existe, no Rio de Janeiro, uma Planta da praça de Chaves e mapas topográficos das suas dependências, pelos engenheiros João Bento Pithou e José Champalimaud de Nussane. Na Torre do Tombo, também se guarda um álbum com 14 plantas, com o título: Êste caderno mostra os mapas das principais obras públicas que se fizeram na cidade do Pôrto em 1786..., etc, pelo director das mesmas D. Joseph Champalimaud de Nussane, sargento-mor de infantaria com exercício de engenheiro. Aqui colaborou com a Junta de Obras Públicas no desenho de várias obras na cidade e na abertura da estrada de Guimarães ao Porto.
Casou em Valença do Minho, São Miguel de Fontoura, a 17 de Outubro de 1770 com Clara Maria de Sousa Lira e Castro (Valença do Minho, São Miguel de Fontoura, 20 de Abril de 1751 — Valença do Minho, São Miguel de Fontoura, 22 de Dezembro de 1825), e foi pai de José Joaquim Champalimaud de Nussane de Sousa Lira e Castro de Barbosa (Valença, Fontoura, 4 de Outubro de 1771 — Elvas, 5 de Maio de 1825) e de Rosa Inácia Champalimaud de Nussane de Sousa Lira e Castro de Barbosa (Valença do Minho, São Miguel de Fontoura, 19 de Janeiro de 1774 - Valença do Minho, São Miguel de Fontoura, 26 de Fevereiro de 1845), solteira e sem geração.